# Тайпин (аэропорт)
Харбинский международный аэропорт «Тайпин» (ИАТА: HRB, ИКАО: ZYHB) (кит. яз.哈尔滨太平国际机场; англ. Harbin Taiping International Airport) — международный аэропорт в городе Харбин, Хэйлунцзян, Китай. Харбинский международный аэропорт «Тайпин», ранее известный как аэропорт Яньцзяган (кит. 哈尔滨阎家岗机场), расположен в 33 км от Харбина и построен в 1979; с 1994 по 1997 было проведено расширение аэропорта стоимостью 960 млн долл. В 1984 аэропорт получил статус международного. Сегодня он является важным транспортным хабом северо-восточного Китая и самым северным из крупных аэропортов Китая. На данный момент здание его терминала является крупнейшим в северо-восточном Китае.

## Описание
В аэропорту действуют два терминала — внутренних и международных авиалиний. С 2013 г. после реконструкции старого аэровокзального комплекса открылся второй (международный) терминал. Такая мера потребовалась в связи с ростом авиаперевозок. В 2017 г. ожидается ввод нового терминала.
На данный момент в аэропорту функционирует одна взлётно-посадочная полоса длиной 3200 метров. В 2017 г. ожидается ввод новой полосы.
В 2016 году аэропорт Тайпин обслужил 16,27 млн пассажиров (22-е место среди китайских аэропортов).

## Авиакомпании и направления

### Местные рейсы
- Air China
- Китайские восточные авиалинии
- Китайские южные авиалинии
- China United Airlines
- Hainan Airlines
- Okay Airways
- Shandong Airlines
- Shanghai Airlines
- Shenzhen Airlines
- Sichuan Airlines
- Spring Airlines
- Xiamen Airlines

### Международные рейсы
- Asiana Airlines (Сеул-Инчхон)
- Cathay Pacific
  - Dragonair (Гонконг) [сезонный]
- Китайские южные авиалинии (Ниигата, Сеул-Инчхон)
- Аврора (Владивосток, Южно-Сахалинск, Хабаровск)
- Якутия (Якутск)
- Ural airlines (Уральские авиалинии)

## История
В период Советско-японской войны аэродром использовался в военных целях. С октября 1945 года по март 1951 года на аэродроме базировалась 253-я штурмовая авиационная Амурская дивизия в составе трех полков:
- 76-й штурмовой авиационный полк на самолётах Ил-2, с 1946 года — Ил-10;
- 139-й штурмовой авиационный полк на самолётах Ил-2, с 1946 года — Ил-10;
- 849-й штурмовой авиационный полк на самолётах Ил-2, с 1946 года — Ил-10.

С ноября 1950 года по июль 1951 года на аэродроме базировалась 297-я истребительная авиационная дивизия составом 401-го истребительного авиационного полка ПВО на самолётах Ла-9 и 304-го истребительного авиационного полка на самолётах Ла-7. В июле 1951 года дивизия перебазировалась на аэродром Цицикар.